# 我が名は海師
『我が名は海師』（わがなはうみし）は、小森陽一原作、武村勇治作画による漫画。『ビッグコミックスピリッツ』（小学館）で連載された。単行本は全15巻。

## ストーリー
海上保安庁の潜水士となった難波麟太郎は、初出動直後に父親の急逝を知らされ、地元・門司へ戻ることになる。だが、そこで待っていたのは父親が遺した15億円もの借金と、家業の「難波サルヴェージ」を息子に譲るという遺書だった。海洋サルヴェージ業を、そして父親を嫌っていた麟太郎だったが…。

## 登場人物

### 難波サルヴェージ
難波麟太郎（なんば りんたろう）
主人公。海上保安庁の新米潜水士だったが、急逝した父の遺言で家業の「難波サルヴェージ」を譲られ、社長になる。人情にもろく、そのせいで報酬の少ない仕事を掴まされることも少なくないが、そのまっすぐな性格により、仲間も多くできる。とある出来事から父莞爾との間に確執ができ、父親及びサルヴェージ業を嫌っていたが、誤解が解けた後は昔の様に父親を尊敬するようになり、次第に父親譲りのサルヴァーの能力を学び、開花させていく。
天性のサルヴァーだけが持つ「先見の目（さきみのめ）」を持っており、当初はその能力に無自覚だったが、沢や江口にそれを指摘されてからは、父と同等以上のサルヴァーとしての実力を発揮するようになった。はじめは幼馴染みの真彩を見ていたが、次第にヒロのことを女として意識していく。
沢村武（さわむら たけし）
「難波サルヴェージ」のサルヴェージマスター。冷静な判断と卓越した技量は大手会社のサルヴェージマスターにもひけをとらない。皆からは、「沢」「沢さん」「沢ちゃん」と呼ばれている。初期は報酬第一主義のため麟太郎とよく対立していたが、麟太郎の父譲りの能力を少しずつ認めていき、麟太郎も沢を頼りになる人物としていき、「難波サルヴェージ」の良き長兄役となっている。料理の腕はかなり悪い。
世界的なサルヴェージ業者の「スマット」に所属していた過去があり、かつてはそこの鬼教官として江口を鍛えていた時もあったが、ドン・フライスに捨てられてからは莞爾に救出され、そこから「難波サルヴェージ」に住み込む様になった。
船越源太郎（ふなこし げんたろう）
麟太郎の父親と共に「難波サルヴェージ」を切り盛りしてきた初老のベテランサルヴァー。主に操船等、船上での作業を行う。麟太郎からは「じっちゃん」、ヒロからは「おじい」と呼ばれ、麟太郎を「ボン」と呼び、暖かく見守っている。料理の腕は沢と同じくかなり悪い。コーヒーは砂糖抜きを好む。高所恐怖症で、空に上がることを恐れる。
有働ヒロ（うどう ひろ）
「難波サルヴェージ」の紅一点。モデル並みのルックスとスタイルの持ち主。5年前に莞爾に拾われ、「難波サルヴェージ」に入る。母を苦しめた父親（ドン・フライス）を憎んでいるために男性不信だったが、とある仕事を経て麟太郎を信用し、相思相愛に近い関係になった。沢と同じく「スマット」と因縁があり、フライスに自分の所有物の意味を持たれる焼き印を入れられている。メカに強く、PCから船舶操縦までなんでもこなすが、借金を取り立てに来る日曜銀行の斉藤が苦手（全員苦手だが、ヒロは特に）で、彼が登場すると大抵鳥肌を立てながら離れていく。本名はモーイ。コーヒーはブラック派。
難波莞爾（なんば かんじ）
麟太郎の父親で世界でも屈指のサルヴァー。本編中では既に故人となっており、息子・麟太郎に家業を後継させる。豊富な経験と「先目の目」を駆使して難事業をやり遂げるだけではなく、社員や依頼者、遭難者を含めていたわり続ける人望故に同業者一同から一目置かれていたが、過労と借金苦が祟り、麟太郎とは確執を生み、経営難の中で奔走して急逝する。ドン・フライスにとっては「自分がただ1人認めたサルヴァー」とのこと。
巻代（まきしろ）
ヒロの後任で「難波サルヴェージ」に入った新任社員。

### 大和サルヴェージ
江口元（えぐち げん）
大手である「大和サルヴェージ」にて、史上最速最年少でサルヴェージマスターになった男。緻密な計算と豊富な経験に裏打ちされた技術によるサルヴェージを用いて、それを自身にとっての「美学」と称した並々ならぬ拘りを持つ。そのため常識外れで運頼みのような難波サルヴェージのやり方を否定しており、麟太郎とはまったく逆のタイプだったが、不審船引き上げ作業時に沢の言葉と麟太郎の行動と判断を見て、その実力を認め、良きライバルとして意識するだけではなく、麟太郎の情からくるスタッフへの気遣いも見せる様になる。
麟太郎とヒロの関係が深まるに連れて、真彩と付き合いはじめる。
武藤（むとう）
大和サルヴェージ常務で、会社内でもかなりの実力者となる。
独自の美学とサルヴェージ能力を発揮し、会社の中でのし上がってきた江口の事を快く思っておらず、何かに付けて文句をいったり、甥の義美を使って排除しようと画策する。
武藤 義美（むとう よしみ）
大柄な体格の「大和サルヴェージ」社員。江口と共に不審船引き上げ作業に加わるが、実は「大和サルヴェージ」内で台頭してきた江口の事を快く思わない叔父によって、江口の妨害をする様に差し向けられていた間者だった。しかし、減圧室での長期間滞在に耐えられず、人格崩壊を起こしてリタイアしてしまうが、回復後には江口に仲間と認められるようになる。

### 海上保安庁
葛西直哉（かさい なおや）
海上保安庁本庁警備課課長補佐で、麟太郎の元上司であり、麟太郎の父・莞爾とは幼なじみで、当初は実家に戻ることに抵抗があった麟太郎を諭し、やがて関門海峡の自動車航送船沈没事故で難波サルヴェージに引き上げ作業を依頼し、成功して以降、東京湾でのLPガス爆発危機や、不審船引き上げ作業などと国家規模の仕事の依頼をする程信頼し合う関係となっていく。
家族は妻と男子の3人。
丹羽（にわ）
海上保安庁警備課本部長で、葛西の上司となる肥満人物。
海保の中での実権や影響力は小さくはないが、やや事なかれ主義人物であり、本庁への栄転を望んでおり、共にコンビを組む事となっただけでなく、様々な重大海難が起こるようになってしまった事で、葛西を厄介者扱いにしており、難波サルヴェージの行動にいつもヒヤヒヤさせられているが、最後まで現場の状況を見続けて離れない事から、決して神経が細いだけでは無い模様。
上妻 （うわづま）
海上保安庁レスキューチーム隊長。ヘリオス３号にヘリコプターで近付き、空から乗組員救出の指揮を採る。
坂下 （さかした）
上妻の片腕とも云える部下で、レスキューチーム副隊長。強風の中ヘリから降下し、無事ヘリオス３号とヘリを繋げて、乗組員の救出作業を成功させるが、同時にLPガスの大量流出を発見する。
神林兵悟 （かんばやしひょうご）
第七管区佐世保海上保安部所属出身のレスキューチームの第３隊所属。ヘリオス３号に乗り込んだ麟太郎の案内役として中根を運んできた。
『トッキュー』の主人公で、麟太郎の後輩に当たり、海保からサルヴァーに転身した麟太郎が海保で話題になっている事を伝えている。
小石川（こいしがわ）
海上保安庁長官。葛西や丹羽と共に、不審船引き揚げ作業を依頼した難波・大和の作業を見守り、政府からの引き揚げ中止の命令が下っても、葛西の働きかけと、現場での判断と思いに応えて、引き揚げ作業を続けさせた。
柿原英一郎（かきはら えいいちろう）
海上保安庁での麟太郎の元同僚で、海保時代の麟太郎とは冗談を言い合う程の良好な関係だったが、麟太郎が実家を継ぐために海保を離れた後も留まり、某国の不審船に対する戦闘行為の際に負傷し、脊椎損傷で歩けなってしまう。それを知った麟太郎は一時心が折れかけるが、葛西の説得に麟太郎は引き上げ依頼を受け、困難の果てに仕事を達成した麟太郎に発奮する程に気力を取り戻した。
弓永（ゆみなが）
海上保安庁の現場指揮官で、葛西の後輩にあたる。
不審船引き揚げ作業で、難波と大和のJV（共同作業）のバックアップをし、当初は大和では無く、難波に肩入れする葛西の心境を理解出来なかったが、麟太郎達が現場で見せた機転と判断と行動に敬意と信頼を抱き、葛西のマニュアルに従い、某国の妨害工作や脅しにも屈せずに身体を張って阻止したりもする。

### 難波サルヴェージ関係者
五十嵐清三（いがらし せいぞう）
起重機「鉄塊」の船長にしてクレーンオペレーター。「難波サルベージ」とは組んで仕事をすることが多く、特に船越源太郎との付き合いは長いようである。性格は豪放快活で荒っぽいが、ブームやワイヤーのわずかな動きも把握できるほどの腕前。「鉄塊」のことを「古女房」と呼ぶ。「バカヤロー」が口癖で、日常会話でも頻繁に使っている。大酒飲みで酔っぱらうと、服を脱ぐ癖と他人の服を脱がせる癖がある。
田頭春之輔（たがしら はるのすけ）
船舶修理を行う「田頭造船」の老社長で、源太郎、莞爾とも古い知り合い。腕の良い技師だが、孫娘の真彩には甘く、麟太郎には厳しいところがあるものの、その厳しさは莞爾の息子としての期待と評価も込められている。
田頭真彩（たがしら まあや）
春之輔の孫娘で、麟太郎の昔の知り合い。麟太郎が初恋の相手だったらしい。就職試験で何度も落ちていて羽田空港に台風で足止めされていた時、麟太郎達の命がけの活躍を見ていて海難事故専門の保険会社「WIS」に就職する。麟太郎を「麟ちゃん」と呼ぶ。
その後も麟太郎を気にかけていたが、ヒロと麟太郎の関係を見て、江口と交際を深めるようになる。
段洋志(だん ひろし)
海難事故専門保険会社「WIS」のベテランやり手社員で、真彩を助手にしている。海事全般に関わる事にとても詳しく、沢の弁では「元サルヴァーで、そうした事を熟知している厄介な相手」との事。五十嵐とも知り合いだが、小柄な外観でも眼光は鋭く、冷静沈着でかつ、長年の経験で培った知識という武器を出されると、大柄で豪快な五十嵐でさえ鼻白むほど。
助手である真彩の成長も気にかけている。頭はカツラで、それを気にしているらしく、そのことを指摘されそうになると、無言の圧力を相手にぶつける。
ジミー
眉毛が無い赤毛のサルヴァーで、沢に憧れて後ろ髪を縛ったヘアスタイル。「ダン・村岡」という偽名を使い、いい加減な値段をふっかけて依頼料をふんだくったり、手抜き作業で引き上げた船舶を壊してしまったりする「カバン・サルヴァー」と呼ばれる悪徳サルヴァー。しかし、元は無実の罪でいいがかりを付けられ、誰からも相手にされず、「タタズ」（役立たずの意味）呼ばわりされて落ちぶれた暗い過去を持っていたが、不審船引き上げ作業での「難波サルヴェージ」の奮闘に巻き込まれていくうちにサルヴァーの魂を取り戻し、いつか沢のようなサルヴァーになろうと「難波サルヴェージ」に入社する。
向井涼（むかい りょう）
「難波サルヴェージ」の知り合いの向井船長の娘で、女子高生ながら小さい頃から何度も船で父と共に海に出ていたので、海や船への知識は高く、プラントの座礁や、波や風の動きを肌で感知する能力を身につけている。
北海の石油プラント建設に出る難波サルヴェージの水先案内を、その能力を知って認めた麟太郎に依頼され、見事成し遂げる。ヒロに憧れており、いつか彼女のようになろうと思っているだけでなく、麟太郎との恋の成就も願っていた。
モハメド
海上石油や天然ガスプラント設置の講習を行うM・T・C（マレーシアトレーニングセンター）の所長で、沢の旧知。
スマット時代の沢の鬼教官振りを目の当たりにしていたが、難波サルヴェージに入社してからの沢の姿に驚きつつも、麟太郎とヒロ、源太郎にプラント設置の講習を沢とと共に叩き込む。

### その他
吉村 （よしむら）
自動車運搬船「大輪丸」の船長。車両納期が遅れている事から会社からの締め付けに遭い、その焦りから関門海峡を予定航路を外れて目的地に向かおうとするが、その暴走が関門橋脇の岩礁地帯に接触して大輪丸の沈没を招く事だけでは無く、関門海峡封鎖という重大事までもたらす結果となってしまう。
鈴木大輔（すずき だいすけ）
尚学大学経済部教授で、鬱蒼とした頭と口ひげが特徴。大輪丸の事故によって、日本経済が大打撃を受けるとテレビ番組内で警告し、それを見た麟太郎は大輪丸引き揚げの決意をする。
光野幸（みつの さち）
元零戦搭乗員の父を持つ初老の女性。「難波サルヴェージ」に父の乗っていた零戦の引き揚げ作業を依頼するが、その理由は本来の婚約者から母を奪い取り、自分への暴力に対しての長年の鬱積を晴らすためだった。彼女にシンパシーを感じたヒロは、危険と無理を承知で引き揚げ作業をするが、苦難の末に引き揚げられた零戦の中に入っていた戦中の父の家族への詫び状と遺言ともいえる手紙を聞かされ、父への憎しみから解き放たれた。
榎田菊蔵（えのきだ きくぞう）
元零戦搭乗員で、幸の父光野とは戦友だったが、婚約者を光野に寝取られ、その憎しみから光野の乗った零戦を撃墜して瀬戸内海に沈める。そして零戦の中に60年間埋もれていた光野の手紙を聞かされ、幸と同じく、憎しみから解放された。
ダニエル
東南アジア系の人物で、鋼材運搬船「タリタス」のボースン（甲板長）となり、故郷へ残してきた家族の為に日本に出稼ぎに来ていたが、船長に冷遇され、理不尽な扱いや命令にも家族の為にという一心で耐えてきた。
船長の法定オーバーの過積載で事故を起こし、更にジミーの詐欺に遭って、船を沈めてしまう事になったが、こまめに航海日誌を付けており、それによって船長の過失を暴く事となる。
タリタス船長
鋼材運搬船タリタスの船長である肥満男。常に船上で尊大な態度を採り、部下よりも仕事の金の方が大事という人物で、その為にダニエルを初めとした部下達にパワハラ紛いの無理強いをしていた。
自身の過積載でスマットを装ったジミーの詐欺に遭ったが、それを怪しんだダニエルの意見を黙殺したり、更には自分の不始末をダニエルに押し付けていたが、ダニエルの航海日誌で自身の過失を晒される。
ヘリオス３号船長
小型LPGタンカー「ヘリオス３号」の船長。戦中派で、戦後の焼け跡の廃墟の光景を今尚根深く記憶している。
猛烈な爆発力を持つLPGを輸送して東京に向かう途中、大型船を通るために東京湾のそこを掘った青波（「魔」と呼ばれる）によって船が破損し、操舵不能となって爆発危機に晒され、自らは海上保安庁に救助され、責任を採って船に戻った中根の身と、船の爆発が起こらぬよう祈り続けた。
中根義男（なかね よしお）
ヘリオス３号甲板長。東京湾入港時、LPGガスと船に迫る異変の兆候に気づいたが、船長の身を案じるあまりに、重大事態をもたらす危険性を見落としてしまう。事故直後、麟太郎と共に再び船に戻り、漏れたガスの流出を止める作業を行い、無事成功するものの、今度は密閉した事で更なる爆発危機に見舞われる事となり、残りの作業を麟太郎達に託す。
立川（たちかわ）
内閣総理大臣で、不審船引き揚げ作業を海上保安庁に委託するが、法外な報酬を要求してくるサルヴェージ会社にも、それに協力する海上保安庁も自分の都合の良い手駒程度にしか思っていない酷薄な人物で、上手くいかないと某国の妨害を望んだり、作業成功でも自身の功名心の為に利用しようとする。
ムラコフ
ロシア海軍大佐。コルサコフにやってきたドン・フライス達スマットに対し、対潜ミサイル駆逐艦「ミストラル・パンテレーエフ」が火災を起こし、艦内の核弾頭の処理が出来ぬ事と、時間が無い事に加え、コルサコフと自らの保身の為にスマットに協力を求め、「先見の目」を駆使したフライスによってコルサコフは救われるが、その代償としてフライス達の傍若無人で尊大な態度と、足下を見られる屈辱を受けることとなる。

### スマット
ドン・フライス
世界中のサルヴァーや国家までもが跪く世界最大のサルヴェージ会社「スマット」の社長で、白髪と豊かな髭を伸ばした筋骨隆々とした体格の日焼けした肌を持つ男性。豊富な知識と経験だけではなく、莞爾と同じ「先目の目」を持って、難しいサルヴェージを難なくこなし、財を成した伝説的サルヴァーだが、莞爾と違い、性格は冷酷で目的の為には手段を選ばず、欲しいものには「M」の字の焼き印を入れたり、依頼者を足蹴にし、沢のように失敗した部下を遠慮無く切り棄てたり、女を強引に奪い取って孕ませ、ヒロの心にトラウマを植え付けるような暴君とも呼べる存在で、沢やヒロだけでなく、麟太郎の周辺全てに衝撃と絶望を与えていく。
サハリン沖の石油プラント設置で「難波サルヴェージ」と勝負し、それは僅差で麟太郎達の決死の努力によって「難波サルヴェージ」の勝利となったが、ジャンの独走工作によって石油採掘を既にしているように見せかけ細工した無理がたたった事でプラントが爆発し、深傷を負ったところ麟太郎に救助されるが、助命されるのを拒み、事後を任せた後に北海の藻屑となる道を選んだ。
ジャン
ドン・フライスの片腕的な存在の白人男性で、同じく凄腕のサルヴァーだが、自分の力を過信しており、フライスを超えようという野心を抱いていた。しかし、その為に手段を選ばないやり方と、長年フライスに踏みつけられ、イザベルを奪われた恨みからフライスと対立し、結果的にフライスとスマットが破滅するきっかけを造ってしまう。
イザベル
ジャンが恋い焦がれていた白人女性だが、ジャンと同じく凄腕サルヴァーで、ドン・フライスの愛人となり、身も心も捧げていた。しかし、石油プラントの事故の際、プライスと共に脱出しようとしたが、崩れてきた鉄骨の下敷きになった際、フライス流の「自分の事は全て自分でやれ」という言葉に見捨てられたところを麟太郎に助けられ、ジャンや残りの社員と共に爆発するプラントから脱出する。

## 書誌情報
- 小森陽一（原作）・武村勇治（作画）『我が名は海師』小学館〈ビッグコミックス〉全15巻

1. 2004年10月29日発売、ISBN 978-4091874412
2. 2005年1月28日発売、ISBN 978-4091874429
3. 2005年4月26日発売、ISBN 978-4091874436
4. 2005年7月29日発売、ISBN 978-4091874443
5. 2005年9月1日発売、ISBN 978-4091874450
6. 2006年1月30日発売、ISBN 978-4091801487
7. 2006年4月27日発売、ISBN 978-4091803108
8. 2006年7月28日発売、ISBN 978-4091805652
9. 2006年10月30日発売、ISBN 978-4091807779
10. 2007年1月30日発売、ISBN 978-4091810540
11. 2007年4月27日発売、ISBN 978-4091811943
12. 2007年8月30日発売、ISBN 978-4091813886
13. 2007年11月30日発売、ISBN 978-4091815286
14. 2008年2月1日発売、ISBN 978-4091817440
15. 2008年3月28日発売、ISBN 978-4091817785